# Thousand Oaks (California)
Thousand Oaks (en español: Mil Robles) es una ciudad ubicada en el sureste del condado de Ventura, California, en los Estados Unidos. Está en el noroeste del Gran Los Ángeles, aproximadamente a 56 km (35 mi) del Centro de Los Ángeles y a menos de 24 km (15 mi) del barrio de Woodland Hills de la ciudad de Los Ángeles. El nombre de la ciudad es por los muchos robles que crecen en la zona, y el sello de la ciudad se adorna con un roble.
La ciudad es parte del Valle Conejo, un área que también incluye a Newbury Park, Westlake Village, Agoura Hills y Oak Park.

## Historia
Los chumash fueron los primeros habitantes de la zona, cuyo arte cavernícola, que consta de dibujos de 2000 años de antigüedad, puede ser visto todavía en un museo indio ubicado en 3290 Lang Ranch Parkway. Al pueblo chumash se le conocía como Sap'wi, que significa "Casa de los ciervos".
El primer registro histórico de la zona data de 1542, cuando el explorador español Juan Rodríguez Cabrillo desembarcó en Point Mugu y reclamó la tierra para España. Finalmente los 196,96 km² (76,05 millas cuadradas) del Rancho El Conejo se convirtieron en parte del territorio español, siendo el nombre conejo por los conejos que abundaban en la zona. Sirvió como pastizales para vaqueros durante los próximos cincuenta años. Luego de ser parte de México, en 1848 pasó a formar parte de Estados Unidos.
A finales del siglo XIX el lugar formaba parte de la diligencia entre Los Ángeles y Santa Bárbara. En 1876 se construyó el Stagecoach Inn, y ahora es un punto de referencia histórica de California y un museo popular.
La familia Janss, de origen danés, fue pionera en la organización del sur de California y compró 40 km² (15,44 millas cuadradas) a principios del siglo XX. Finalmente crearon planes para una "comunidad total".
Jungleland USA fue uno de los primeros parques temáticos del Sur de California. Las demostraciones de animales salvajes entretuvieron a miles de americanos en las décadas de 1940 y 1950. Muchas producciones televisivas y cinematográficas utilizaron animales entrenados del parque y fueron filmados allí, películas como El nacimiento de una nación y Robin de los bosques. Jungleland fue cerrado en mayo de 1968, en parte debido a la competencia de otros parques de atracciones como Knott's Berry Farm y Disneyland. El Thousand Oaks Civic Arts Plaza se encuentra en el lugar donde antes se ubicaba el parque.
La ciudad de Thousand Oaks fue incorporada el 7 de octubre de 1964, la primera ciudad incorporada del valle del Conejo. Algunas fuentes indican equivocadamente que Thousand Oaks fue incorporado el 29 de septiembre de 1964, fecha en la que los votantes aprobaron la incorporación y seleccionaron el nombre. Sin embargo, la incorporación solamente se hizo oficial una vez que los certificados de la elección fueron archivados con la secretaria de estado de California, y entonces el expediente de declaración jurada fue archivado con el secretario del condado de Ventura. Es conocido por ser una ciudad planificada, ya que la ciudad es una de las pocas que en realidad han permanecido con el plan original. El aumento del desarrollo en Moorpark y Simi Valley a finales de los 90 y principios de los 2000 causó que la Ruta Estatal de California 23 (Moorpark Freeway) se volviera fuertemente congestionada durante las horas punta de la mañana y de la tarde. Debido a su ambiente y ubicación deseables, los valores de las propiedades aumentaron en más de 250 % en menos de diez años, principalmente a mediados de los años noventa y principios de los años 2000.

## Demografía
De acuerdo al censo de los Estados Unidos de 2010, Thousand Oaks tiene una población de 126 683 habitantes. La composición racial era 101 702 (80,3 %) blancos, 1.674 (1,3%) negros, 497 (0,4%) amerindios, 11.043 (8,7%) asiáticos, 146 (0.1%) isleños del Pacífico, 6.689 (5,4%) de otras razas, y 4.752 (3,8%) de dos o más razas. Los hispanos o latinos de cualquier raza eran 21.341 personas (16,8%).
| Raza                                | 1980   | 1980    | 1990    | 1990    | 2000    | 2000    | 2010    | 2010    | 2015    | 2015    |
| Raza                                | Total  | Pct.    | Total   | Pct.    | Total   | Pct.    | Total   | Pct.    | Total   | Pct.    |
| ----------------------------------- | ------ | ------- | ------- | ------- | ------- | ------- | ------- | ------- | ------- | ------- |
| Blanco no hispano                   | 69 357 | 89,99 % | 87 830  | 84,17 % | 90 862  | 77,66 % | 88 970  | 70,23 % | 87 583  | 68,12 % |
| Hispano o latino                    | 4 441  | 5,76 %  | 10 019  | 9,60 %  | 15 328  | 13,1 %  | 21 341  | 16,85 % | 23 720  | 18,45 % |
| Asiático                            | 1 931  | 2,51 %  | 4 823   | 4,62 %  | 6 826   | 5,83 %  | 10 928  | 8,63 %  | 11 875  | 9,24 %  |
| Negro o afroamericano               | 743    | 0,96 %  | 1 208   | 1,16 %  | 1 162   | 0,99 %  | 1 508   | 1,19 %  | 1 491   | 1,16 %  |
| Indio americano y nativo de Alaska  | 458    | 0,59 %  | 414     | 0,40 %  | 345     | 0,29 %  | 231     | 0,18 %  | 159     | 0,12 %  |
| Hawaiano y otro isleño del Pacífico | 32     | 0,04 %  | 167     | 0,16 %  | 108     | 0,09 %  | 134     | 0,11 %  | 74      | 0,06 %  |
| Otra raza                           | 110    | 0,14 %  | 60      | 0,06 %  | 142     | 0,12 %  | 271     | 0,21 %  | 52      | 0,04 %  |
| Dos o más razas                     |        |         |         |         | 2 232   | 1,91 %  | 3 300   | 2,6 %   | 3 611   | 2,81 %  |
| Total                               | 77 072 | 100%    | 104 352 | 100%    | 117 005 | 100%    | 126 683 | 100%    | 128 565 | 100%    |

## Educación
El Distrito Escolar Unificado del Valle Conejo gestiona las escuelas públicas.

## Residentes Notables
- Jesse Rutherford
- Frankie Avalon, cantante
- Erin Brockovich
- Amanda Bynes
- Richard Carpenter
- Wayne Gretzky
- Bob Hope
- Heather Locklear
- Denise Richards
- Mickey Rooney
- Kurt Russell
- Tom Selleck
- Will Smith y su esposa Jada Pinkett Smith
- Sam Querrey (tenista profesional)
- Heather Morris
- Britney Spears
- Bradley Steven Perry